# Cradley Heath
Cradley Heath är en ort i Storbritannien.   Den ligger i distriktet Sandwell i West Midlands i riksdelen England, i den södra delen av landet, 170 km nordväst om huvudstaden London. Cradley Heath ligger 109 meter över havet och antalet invånare är 5 001.
Terrängen runt Cradley Heath är platt. Runt Cradley Heath är det mycket tätbefolkat, med 1 886 invånare per kvadratkilometer. Närmaste större samhälle är Birmingham, 12,4 km öster om Cradley Heath. Runt Cradley Heath är det i huvudsak tätbebyggt.